# Mesél a kert
A Mesél a kert (eredeti cím: Castle Farm) angol televíziós rajzfilmsorozat. Magyarországon az M2 adta.

## Ismertető
Egy kis szép kertben, egy mama él, a szőke kislányával, és a kislányának vannak házi kedvencei, valamint kedvenc állatkái is. Egy farmer is dolgozik ebben a kertben, és ez a kert olyan, mint egy bánya. Ebben a kertben, sok kincs van, és mindig van sok felfedezni való.

## Szereplők
- Mesélö – Szokol Péter
- Kis Lány – Molnár Ilona
- Malac – Bogdán Gergő
- Mama – Szórádi Erika
- Leonard – Joó Gábor
- Egyszárvu – Vári Attila
- Tehén – Kocsis Mariann

## Epizódok

### 1. évad
1. Csigák
2. A répatolvaj
3. A labdajáték
4. Egy szeles nap
5. Borostyán
6. A tüskés virág
7. Buborékok
8. A trófea
9. Winnie-re várva
10. A sáros farm
11. Az elveszett bárányka
12. A csípős csalán
13. A pörgős forgó
14. Egy kis beszéd probléma
15. A fatetű
16. Az elszabadult sütőtök
17. A szeder
18. A nyolclábú
19. A boglárka
20. Tejet!
21. Hóóó-ruk!
22. A gyűjtemény
23. Malac báránybőrben
24. Vihar után
25. Meglepetés buli